# هولتهاوزن (اشمالنبرگ)
هولتهاوزن (به آلمانی: Holthausen) یک منطقهٔ مسکونی در آلمان است که در اشمالنبرگ واقع شده‌است. هولتهاوزن ۵۵۷ نفر جمعیت دارد.